# Rob Wielaert
Rob Wielaert (Emmeloord, 29 december 1978) is een Nederlands voormalig voetballer en huidig voetbaltrainer. Zijn positie was centrale verdediger, maar hij werd ook ingezet als rechtsback, rechtshalf en voorstopper.

## Clubcarrière

### PSV
Wielaert groeide op in Oirschot en Goirle. Als amateur speelde hij voor VV Oirschot Vooruit. In 1997 tekende hij een contract voor PSV. Op 22 april 199] maakte Wielaert zijn debuut als profvoetballer in een wedstrijd tegen Fortuna Sittard, waarin hij na 70 minuten inviel voor Rob Peijnenburg. Nadat Wielaert zeven duels speelde in ruim twee seizoenen, besloot PSV hem te verhuren aan FC Den Bosch. In totaal speelde hij 53 wedstrijden, daarin scoorde hij twee keer. In 2001 was hij korte tijd terug bij de selectie van PSV, hij speelde drie wedstrijden. 

### N.E.C.
In oktober 2001 werd Wielaert opnieuw verhuurd, deze keer aan N.E.C.. Hij speelde er 25 wedstrijden en scoorde een keer. Later werd hij definitief overgenomen door de Nijmeegse club. Wielaert speelde vijf seizoenen voor N.E.C. en was enige tijd aanvoerder. In de winter van 2005/2006 tekende hij een contract dat hem per 1 juli 2006 zou verbinden aan NAC Breda. Toen deze ploeg in de nacompetitie belandde en kans had op degradatie, wilde Wielaert van het getekende contract af. 

### FC Twente
Hij kreeg toestemming om met andere ploegen te praten en toen FC Twente zich voor hem meldde, werd het contract nog voordat het inging weer ontbonden. Wielaert tekende voor vier jaar bij FC Twente. Bij Twente groeide Wielaert uit tot een vaste keuze in de verdediging. In zijn eerste seizoen werd de ploeg vierde en in zijn tweede seizoen werd via de play-offs zelfs de tweede plaats en plaatsing voor de voorronde van de UEFA Champions League bereikt. 
Kort daarvoor was Wielaert door bondscoach Foppe de Haan uitgenodigd om als dispensatiespeler van het Olympisch elftal deel te nemen aan de Olympische Zomerspelen 2008. Wielaert kon echter niet mee, omdat hij met FC Twente in de voorronde van de Champions League moest spelen. De KNVB had met de clubs een herenakkoord dat iedereen geselecteerd mocht worden, behalve spelers die in de voorronde van de Champions League moeten spelen.

### Ajax
In de voorbereiding op seizoen 2008/09 toonde Ajax interesse in Wielaert en trachtte hem over te nemen van FC Twente. Tot een overgang kwam het niet, omdat de Amsterdammers niet aan de vraagprijs van de Tukkers wilden voldoen. Nadat Wielaert in december 2008 zijn contract met FC Twente verlengde tot 2012, kwam het in januari 2009 alsnog tot een overgang naar Ajax. Dit was mogelijk omdat er een afkoopsom was opgenomen in het nieuwe contract. Wielaert tekende voor 2,5 jaar met een optie van de kant van Ajax voor nog een jaar. Met de overgang was een bedrag van 3,15 miljoen euro gemoeid. In het verdere verloop van seizoen 2008/09 kwam hij in vrijwel alle wedstrijden voor Ajax uit. Ook aan het begin van seizoen 2009/10 stond Wielaert nog in de basis, maar na de uitwedstrijd tegen PSV raakte hij zijn basisplek kwijt aan Toby Alderweireld. Hij kwam vervolgens niet meer in actie voor Ajax en verloor zelfs zijn plek in de eerste selectie.

### Roda JC
Nadat in de voorbereiding op het seizoen 2010/11 bleek dat hij bij de club op een zijspoor was beland, werd op 21 augustus 2010 bekendgemaakt dat hij voor het restant van zijn contractperiode verhuurd werd aan Roda JC Kerkrade. Hier groeide hij uit tot vaste waarde. Zijn debuut voor Roda JC was tijdens Roda JC - AZ (1-2). Op 17 mei 2011 tekende hij een tweejarig contract bij Roda JC Kerkrade. In zijn tweede seizoen bij Roda JC maakte hij zijn eerste goal en speelde hij bijna alle wedstrijden. In het seizoen 2012/13 kwam Wielaert tot 20 wedstrijden. Hierin scoorde hij niet. Medio juni liep zijn contract bij Roda JC af.

### Melbourne Heart
In juni 2013 werd bekend dat Wielaert vertrok naar Australië. Hij ging daar spelen voor Melbourne Heart, in de A-League. Hij kreeg later gezelschap van middenvelder Orlando Engelaar, wiens contract bij PSV niet werd verlengd. Op 13 april 2015 werd het contract van Wielaert ontbonden en Wielaert beëindigde zijn carrière.

## Trainerscarrière
Sinds maart 2017 vervult Wielaert diverse rollen als trainer bij Australische voetbalopleidingen- en clubs.

## Clubstatistieken
| Seizoen | Club                             | Competitie     | Competitie | Competitie | Beker | Beker | Overig | Overig | Totaal | Totaal |
| Seizoen | Club                             | Competitie     | Wed.       | Dlp.       | Wed.  | Dlp.  | Dlp.   | Dlp.   | Wed.   | Dlp.   |
| ------- | -------------------------------- | -------------- | ---------- | ---------- | ----- | ----- | ------ | ------ | ------ | ------ |
| 1997/98 | PSV                              | Eredivisie     | 1          | 0          | 1     | 1     | –      | –      | 2      | 1      |
| 1998/99 | PSV                              | Eredivisie     | 0          | 0          | 0     | 0     | –      | –      | 0      | 0      |
| 1999/00 | PSV                              | Eredivisie     | 6          | 0          | 0     | 0     | 3      | 0      | 9      | 0      |
| 1999/00 | → FC Den Bosch                   | Eredivisie     | 20         | 0          | 0     | 0     | –      | –      | 20     | 0      |
| 2000/01 | → FC Den Bosch                   | Eerste divisie | 31         | 2          | 1     | 0     | –      | –      | 32     | 2      |
| 2001/02 | PSV                              | Eredivisie     | 3          | 0          | 0     | 0     | 1      | 0      | 4      | 0      |
| 2001/02 | → N.E.C.                         | Eredivisie     | 25         | 1          | 0     | 0     | –      | –      | 25     | 1      |
| 2002/03 | N.E.C.                           | Eredivisie     | 32         | 3          | 4     | 0     | –      | –      | 36     | 3      |
| 2003/04 | N.E.C.                           | Eredivisie     | 32         | 4          | 2     | 0     | 2      | 0      | 36     | 4      |
| 2004/05 | N.E.C.                           | Eredivisie     | 27         | 2          | 2     | 1     | 2      | 0      | 31     | 3      |
| 2005/06 | N.E.C.                           | Eredivisie     | 29         | 1          | 3     | 0     | 4      | 0      | 36     | 1      |
| 2006/07 | FC Twente                        | Eredivisie     | 34         | 2          | 3     | 0     | 4      | 0      | 41     | 2      |
| 2007/08 | FC Twente                        | Eredivisie     | 32         | 1          | 1     | 0     | 6      | 2      | 39     | 3      |
| 2008/09 | FC Twente                        | Eredivisie     | 17         | 0          | 2     | 0     | 8      | 2      | 27     | 2      |
| 2008/09 | Ajax                             | Eredivisie     | 16         | 1          | 0     | 0     | 0      | 0      | 16     | 1      |
| 2009/10 | Ajax                             | Eredivisie     | 3          | 0          | 0     | 0     | 1      | 0      | 4      | 0      |
| 2010/11 | → Roda JC                        | Eredivisie     | 30         | 1          | 3     | 0     | 2      | 0      | 35     | 1      |
| 2011/12 | Roda JC                          | Eredivisie     | 27         | 1          | 2     | 1     | –      | –      | 29     | 2      |
| 2012/13 | Roda JC                          | Eredivisie     | 20         | 0          | 1     | 0     | 1      | 0      | 22     | 0      |
| 2013/14 | Melbourne Heart / Melbourne City | A-League       | 26         | 0          | 0     | 0     | –      | –      | 26     | 0      |
| 2014/15 | Melbourne Heart / Melbourne City | A-League       | 11         | 1          | 0     | 0     | –      | –      | 11     | 1      |
| Totaal  | Totaal                           | Totaal         | 422        | 20         | 25    | 3     | 34     | 4      | 481    | 27     |

## Interlandcarrière
Op 19 november 2008 speelde hij zijn eerste interland voor Nederland B. Tegen Jong Zweden viel hij in de tweede helft in, maar moest zich binnen tien minuten alweer laten vervangen met een blessure. De wedstrijd eindigde in een 0-3 nederlaag.

## Erelijst
PSV
- Johan Cruijff Schaal: 1997, 1998, 2001

 FC Den Bosch
- Eerste divisie: 2000/01

 FC Twente
- UEFA Intertoto Cup: 2006

 Ajax
- KNVB beker: 2009/10

## Persoonlijk
Wielaert is een neef van voormalig voetballer Joris Mathijsen. Zijn vader, Gerard Wielaert, was technisch directeur bij Roda JC Kerkrade. Hiervoor was hij sinds 2007 in dienst van FC Twente als scout en nog eerder was hij hoofd scouting bij Willem II. Een oudoom van Wielaert is voormalig voetballer Henk van Ramselaar, die uitkwam voor onder andere Blauw Wit en SC Amersfoort.